# Drosophila leontia
Drosophila leontia är en tvåvingeart som beskrevs av Léonidas Tsacas och David 1978. Drosophila leontia ingår i släktet Drosophila och familjen daggflugor.
Artens utbredningsområde är Singapore.